# Campionati mondiali di sollevamento pesi 2023 - 45 kg femminile
Le gare di sollevamento pesi della categoria fino a 45 kg femminile — pesi mosca — dei campionati mondiali del 2023 si sono svolte il 4 settembre 2023 a Riad presso la Green Hall del Prince Faisal bin Fahad Olympic Complex.

## Programma
L'orario indicato corrisponde a quello saudita (UTC+03:00)
| Data             | Orario | Evento   |
| ---------------- | ------ | -------- |
| 4 settembre 2023 | 19:00  | Gruppo A |

## Medagliate
Per ciascun esercizio, le prime tre classificate sono le seguenti:
| Esercizio | Oro                   | Oro    | Argento              | Argento | Bronzo       | Bronzo |
| --------- | --------------------- | ------ | -------------------- | ------- | ------------ | ------ |
| Strappo   | Sirivimon Pramongkhol | 78 kg  | Rosina Randafiarison | 77 kg   | Cansu Bektaş | 75 kg  |
| Slancio   | Sirivimon Pramongkhol | 101 kg | Rosina Randafiarison | 93 kg   | Cansu Bektaş | 87 kg  |
| Totale    | Sirivimon Pramongkhol | 179 kg | Rosina Randafiarison | 170 kg  | Cansu Bektaş | 162 kg |

## Record
Prima di questa competizione, i record mondiali esistenti erano i seguenti:
| Record mondiale | Strappo | Mondiale standard | 85 kg  | — | 1º novembre 2018 |
| Record mondiale | Slancio | Mondiale standard | 108 kg | — | 1º novembre 2018 |
| Record mondiale | Totale  | Mondiale standard | 191 kg | — | 1º novembre 2018 |

## Risultati
| Pos. | Atleta                                 | Gr. | Peso atleta | Strappo (kg) | Strappo (kg) | Strappo (kg) | Strappo (kg) | Slancio (kg) | Slancio (kg) | Slancio (kg) | Slancio (kg) | Totale   |
| Pos. | Atleta                                 | Gr. | Peso atleta | 1            | 2            | 3            | Pos.         | 1            | 2            | 3            | Pos.         | Totale   |
| ---- | -------------------------------------- | --- | ----------- | ------------ | ------------ | ------------ | ------------ | ------------ | ------------ | ------------ | ------------ | -------- |
|      | Sirivimon Pramongkhol (THA)            | A   | 44.59       | 72           | 76           | 78           |              | 95           | 101          | —            |              | 179      |
|      | Rosina Randafiarison (MAD)             | A   | 44.22       | 70           | 75           | 77           |              | 93           | 100          | 100          |              | 170      |
|      | Cansu Bektaş (TUR)                     | A   | 45.00       | 70           | 72           | 75           |              | 87           | 90           | 91           |              | 162      |
| 4    | Marta García Rincón (ESP)              | A   | 44.91       | 69           | 71           | 73           | 4            | 81           | 84           | 84           | 5            | 155      |
| 5    | María Barco (MEX)                      | A   | 44.38       | 60           | 63           | 66           | 7            | 83           | 86           | 90           | 4            | 149      |
| 6    | Ruth Fuentefría (ESP)                  | A   | 45.00       | 67           | 69           | 72           | 6            | 78           | 80           | 82           | 7            | 147      |
| 7    | Srimali Divisekara Mudiyanselage (SRI) | A   | 45.00       | 61           | 63           | 63           | 9            | 83           | 83           | 87           | 6            | 144      |
| 8    | Bianca Dumitrescu (ROU)                | A   | 44.81       | 62           | 62           | 65           | 8            | 78           | 78           | 80           | 8            | 142      |
| 9    | Abdulrahman Al-Tassan Ghadah (KSA)     | A   | 44.03       | 45           | 50           | 50           | 10           | 58           | 59           | 64           | 10           | 109      |
| —    | Batnasangiin Tungalag (MGL)            | A   | 44.87       | 67           | 67           | 67           | —            | 75           | 75           | 81           | 9            | —        |
| —    | Hong Zi-yu (TPE)                       | A   | 44.98       | 66           | 69           | 71           | 5            | 85           | 85           | 86           | —            | —        |
| —    | Janet Oduor (KEN)                      | A   | ritirata    | ritirata     | ritirata     | ritirata     | ritirata     | ritirata     | ritirata     | ritirata     | ritirata     | ritirata |